# Ovule (botanique)

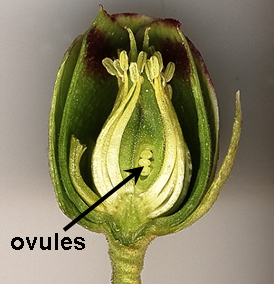
Ovules dans une fleur de Helleborus foetidus

Pour les articles homonymes, voir Ovule (homonymie).
En botanique, l'ovule est un organe qui contient le gamète femelle. Il s'agit du macrosporange des Spermaphytes. Il renferme le gamétophyte femelle (le sac embryonnaire) qui contient le gamète femelle.

## Structure de l'ovule et de ses enveloppes

Schéma comparatif de l'ovule des Gymnospermes (à gauche) et des Angiospermes (à droite).

### Structure de l'ovule
L’ovule des végétaux est très différent d’un gamète animal : il est composé d'un sac embryonnaire composé de cellules haploïdes correspondant à un gamétophyte, formé à partir d'une mégaspore. Celui-ci est entouré d'un nucelle diploïde, puis d'un ou deux enveloppe(s) ou tégument(s) diploïde(s), s'ouvrant sur l'extérieur par une ouverture appelée micropyle.

### Structure des enveloppes

#### Ovules nus
Chez les Gymnospermes, l'ovule est nu, c'est-à-dire qu'il n'est pas protégé par un ovaire.

#### Ovules et ovaire
Chez les Angiospermes, l'ovule est enfermé dans un ovaire. Il est relié à ce dernier par un funicule, qui contient des vaisseaux conducteurs qui aboutissent au niveau d'une zone appelée chalaze.

## Insertion de l'ovule dans l'ovaire

Différents types d'ovules d'Angiospermes

Chez les Angiospermes, selon la position du sac embryonnaire par rapport au micropyle, au chalaze et au funicule, on distingue plusieurs types d’ovules.
- Les ovules orthotropes ont le micropyle, le sac embryonnaire, le chalaze et le funicule alignés. C'est le type le plus simple, présent chez les genres Piper ou Renouée (Polygonum) par exemple.

- Les ovules hémianatropes ont l'axe micropyle/sac embryonnaire/chalaze qui est perpendiculaire au funicule. Ce type est présent chez le genre Renoncule (Ranunculus) par exemple.

- Les ovules campylotropes ont un sac embryonnaire perpendiculaire à l'axe chalaze/funicule ; la position du micropyle est souvent antiparallèle à ce dernier. Ce type est présent chez les familles Fabaceae et Brassicaceae.

- Les ovules amphitropes présentent une courbure en fer à cheval de l'axe micropyle/sac embryonnaire/chalaze/funicule ; même le sac embryonnaire est courbe. Ce type est présent chez les genres Lemna, Papaver ou Alisma, par exemple.

- Les ovules anatropes présentent un axe micropyle/sac embryonnaire antiparallèle à l'axe funicule/chalaze, qui est très étiré. De ce fait, le micropyle se trouve très proche du sommet du funicule. Ce type est très courant ; il est présent chez plus de 80 % des espèces d’Angiospermes.

- Dans le cas des ovules circinotropes (non représenté ci-contre), le sac embryonnaire et le micropyle sont tournés à plus de 360°, de sorte que le funicule et le chalaze sont enroulés autour. Ce type est présent chez les genres Opuntia ou chez la famille des Plumbaginaceae.